# Spiruridae
Famille
Les Spiruridae sont une famille de nématodes (les nématodes sont un embranchement de vers non segmentés, recouverts d'une épaisse cuticule et menant une vie libre ou parasitaire).

## Liste des genres
Selon BioLib (19 juin 2025) :
- genre Protospirura Seurat, 1914
- genre Spirura Blanchard, 1849
- genre Spiruroides Cameron & Parnell, 1933
- genre Vigisospirura Petrov & Potekhina, 1953

Selon Catalogue of Life (19 juin 2025) :
- genre Spirura

Selon ITIS (2 avr. 2011) :
- genre Ascarophis
- genre Dollfusnema